# 927 Ratisbona
927 Ratisbona è un asteroide della fascia principale del diametro medio di circa 67,57 km. Scoperto nel 1920, presenta un'orbita caratterizzata da un semiasse maggiore pari a 3,2307707 UA e da un'eccentricità di 0,0798476, inclinata di 14,51342° rispetto all'eclittica.
Il suo nome è un omaggio alla città tedesca di Ratisbona, dove nel 1630 morì Giovanni Keplero.